# SpVgg Jahn Forchheim
Sportvereinigung Jahn Forchheim e.V. é uma agremiação esportiva alemã, fundada em 1904 e localizada em Forchheim, na Baviera.

## História
Forchheim está localizado em Franconia superior, mas o clube compete nas ligas de futebol da vizinha Médio Franconia. Além do futebol, o clube também oferece outros esportes como tênis, badminton e voleibol.
O maior sucesso do clube veio em 1994, quando ganhou a promoção para a camada quatro, a Fußball-Bayernliga pela primeira vez. Depois de seis temporadas nesse nível, no qual sempre terminou na metade superior da tabela, o Jahn decidiu voluntariamente se retirar do campeonato em 2000.
TV Jahn Forchheim e Sportvereinigung Forchheim fizeram parceria em 1924. Ambos se fundiram em 1947 para formar o clube atual.
O Jahn ganhou a promoção para a camada quatro, Landesliga Bayern-Mitte, em 1964, uma liga formada no ano anterior, mas sua estada durou apenas uma temporada antes de descer para a Bezirksliga novamente. Em 1971, o clube voltou à Landesliga, na qual iria gastar 25 de possíveis 49 temporadas de 1963 a 2012. O Jahn passaria sete temporadas consecutivas na Landesliga até cair novamente em 1978. Promovido retornou novamente para uma outra passagem de seis temporadas até cair para a Bezirksliga para 1985-86. Na época, três quartos lugares foram o melhor resultado.
A partir de 1986, o Jahn passaria oito temporadas novamente na Landesliga, culminando no título na temporada 1993-94 e a promoção para a Bayernliga pela primeira vez.
Na Bayernliga, o Jahn Forchheim estabeleceu-se na metade superior da tabela, terminando em nono lugar, em suas duas primeiras temporadas. Nos dois anos seguintes, o clube melhorou ainda mais, alcançando seu melhor resultado em 1997-98, quando chegou em quarto. Um sexto e um oitavo lugar se seguiram até a temporada 1999-2000. Nesta o time foi forçado, por razões financeiras, a retirar a equipe da Bayernliga, caindo para a Kreisliga.
Posteriormente trabalhou rapidamente seu caminho de volta, ganhando a promoção para a Bezirksliga Mittelfranken-Nord, em 2002, seguido de um título nessa divisão, em 2003.
O Jahn ganhou a promoção para a Bezirksoberliga Mittelfranken, em 2003, um módulo no qual iria jogar em seis temporadas de 2003 a 2006 e, novamente, de 2007 a 2010.
O clube fez um retorno à Landesliga para uma temporada, em 2006-07, mas caiu de novo imediatamente. Depois de três temporadas na Bezirksoberliga, voltou à Landesliga, conquistando a sua promoção ao ficar em sexto em 2010. No final da temporada 2011-12 o foi qualificado diretamente para a Bayernliga, então recém-expandida depois de terminar em oitavo na Landesliga.

## Títulos

### Liga
- Landesliga Bayern-Mitte
  - Campeão: 1994
- Bezirksoberliga Mittelfranken
  - Campeão: 2006, 2010
- Bezirksliga Mittelfranken-Nord
  - Campeão: 1964, 1986, 2003

### Copas
- Mittelfranken Cup
  - Campeão: 1998

## Cronologia recente
A recente performance do clube:
| Temporada | Divisão                        | Módulo | Posição |
| 1999–2000 | Fußball-Bayernliga             | IV     | 8º ↓    |
| 2000–01   |                                |        |         |
| 2001–02   |                                |        |         |
| 2002–03   | Bezirksliga Mittelfranken-Nord | VII    | 1º ↑    |
| 2003–04   | Bezirksoberliga Mittelfranken  | VI     | 6º      |
| 2004–05   | Bezirksoberliga Mittelfranken  | VI     | 4º      |
| 2005–06   | Bezirksoberliga Mittelfranken  | VI     | 1º ↑    |
| 2006–07   | Landesliga Bayern-Mitte        | V      | 19º ↓   |
| 2007–08   | Bezirksoberliga Mittelfranken  | VI     | 4º      |
| 2008–09   | Bezirksoberliga Mittelfranken  | VII    | 3º      |
| 2009–10   | Bezirksoberliga Mittelfranken  | VII    | 1º ↑    |
| 2010–11   | Landesliga Bayern-Mitte        | VI     | 13º     |
| 2011–12   | Landesliga Bayern-Mitte        | VI     | 8º ↑    |
| 2012–13   | Bayernliga Nord                | V      | º       |

## Fonte
- Grüne, Hardy (2001). Vereinslexikon. Kassel: AGON Sportverlag ISBN 3-89784-147-9